# Cesare de Zacharia
Cesare de Zacharia (* in Cremona; † nach 1597) war ein in Deutschland wirkender italienischer Komponist.

## Leben
Zacharia wirkte in verschiedenen Städten Süddeutschlands, zunächst um 1590 in München. 1594 findet er sich in Scheer, vermutlich im Dienste der Familie Fürstenberg. Noch 1597 ist er als Kapellmeister am Hohenzollernhof in Hechingen nachweisbar. 

## Werke
- Liebliche vnd kurtzweilige Liedlein, mit vier Stimmen, München 1590
- PATROCINIVM MVSICES, München 1594